# 柏斯高·哥斯
柏斯高·哥斯（德語：Pascal Groß，1991年6月15日—），德國職業足球員，司職中場，現時效力德甲球會多特蒙德。德國國家足球隊成員。

## 國際賽生涯
2023年8月31日，哥斯首次被入選德國國家足球隊出戰日本和法國。

## 足球風格
哥斯可以擔任正中場、邊鋒、進攻中場和右後衛。

## 榮譽

### 球會
恩高斯達特
- 德国足球乙级联赛冠軍：2014-15

### 個人
- 布莱顿賽季最佳球員：2017-18[4]